# Karl Macchio
Karl Freiherr von Macchio (* 23. Februar 1859 in Hermannstadt, Siebenbürgen; † 1. April 1945 in Wien) war ein österreich-ungarischer Diplomat vor und in der Zeit des Ersten Weltkrieges.

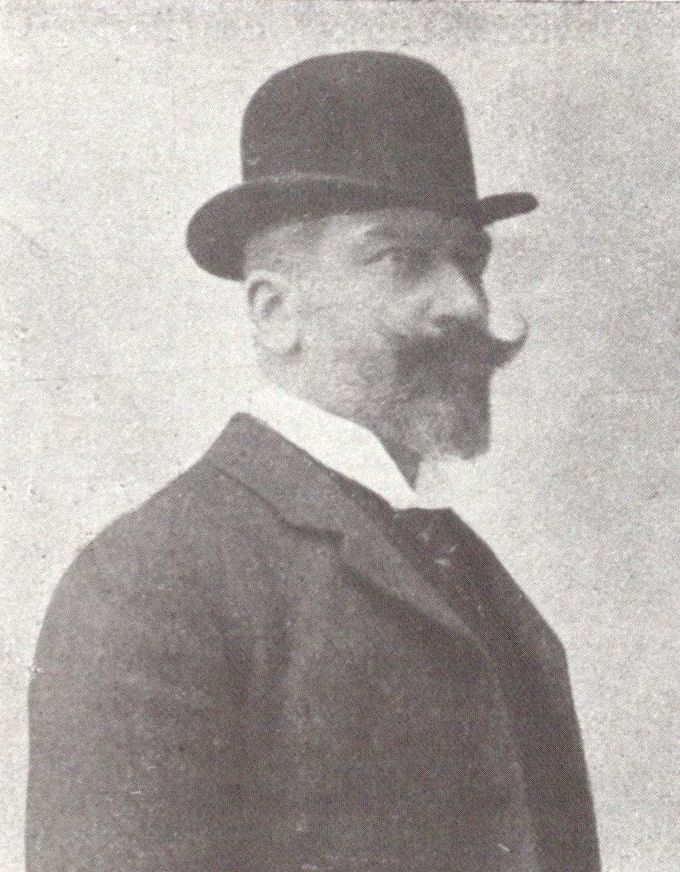
Karl von Macchio, fotografiert von Isidor Harkányi, um 1917

## Leben

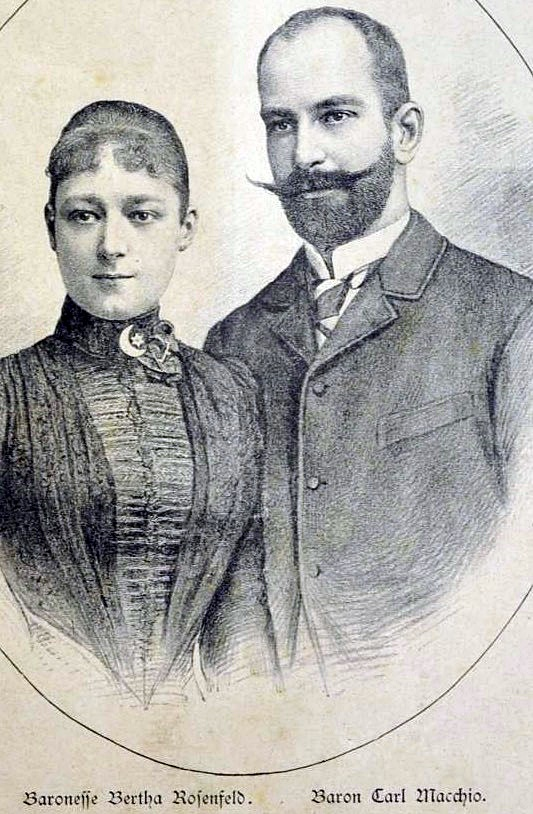
Karl von Macchio und seine Frau Bertha geb. Czekelius von Rosenfeld

Macchio stammte aus einer ursprünglich lombardischen Adelsfamilie und wurde geboren als Sohn des Feldmarschallleutnants Florian von Macchio sowie seiner Gattin Angelica Antonia geb. von Mylius. Er studierte Rechtswissenschaft und trat 1881 in den auswärtigen Dienst Österreich-Ungarns ein, wo er Posten in Konstantinopel, Bukarest, Sankt Petersburg und Belgrad bekleidete. Von 1899 bis 1903 war Macchio Ministerresident in Montenegro, 1907 Bevollmächtigter auf der Haager Friedenskonferenz und 1903 bis 1908 Gesandter in Athen. Anschließend wurde er enger Mitarbeiter und seit 1912 als erster Sektionschef, Vertreter von Außenminister Graf Leopold Berchtold am Wiener Ballhausplatz.
In der Julikrise 1914 war er neben Alexander Hoyos Berchtolds wichtigster Berater. Nach Ausbruch des Ersten Weltkrieges wirkte er von 24. August 1914 bis 23. Mai 1915, zuerst als Sondergesandter in Rom, um den drohenden Kriegseintritt Italiens zu verhindern. Dabei vertrat er den erkrankten Botschafter Kajetan Mérey am Quirinal, konnte aber durch die Verzögerungstaktik, die Berchtold und dessen Nachfolger Stephan Burián verfolgten, die italienische Kriegserklärung an die Donaumonarchie nicht verhindern.
Anfang 1915 drängten der deutsche Botschafter in Rom, der frühere Reichskanzler Bernhard von Bülow und Macchio Außenminister Berchtold zur Abtretung des Trentinos an Italien. Doch als Berchtold dies Kaiser Franz Joseph vorschlug, wurde er durch den Ungarn Stephan Burián ersetzt.
Dennoch gaben ihm Bülow und Matthias Erzberger die Schuld am Scheitern der Verhandlungen, eine Schuld, die er nach dem Krieg in seinen Schriften vehement bestritt. Von Mai 1915 bis 1917 arbeitete Macchio wieder im Wiener Ministerium. Nach dem Krieg war er Mitarbeiter der Neuen Freien Presse. Bülow schilderte Macchio als „typischen österreichischen Bürokraten“ der „sehr alten Schule“.
Karl von Macchio war verheiratet mit Bertha geborene Czekelius von Rosenfeld.

## Schriften (Auswahl)
- Wahrheit! Fürst Bülow und ich in Rom 1914/15. Verlag Jung Österreich, Wien 1931.
- Momentbilder aus der Julikrise 1914. In: Berliner Monatshefte 14 (1936), Berlin 1936, S. 763–788.